# Lenguas de Doberai meridional
Las lenguas de Doberai meridional o de la Cabeza de Pájaro meridional son una familia lingüística bien establecida de lenguas papúes. Usualmente se considera que forman parte de las lenguas trans-neoguineanas siguiendo la propuesta de Malcolm Ross.

## Clasificación
Usualmente la familia se divide en tres ramas:
- Doberai meridional (propiamente dicho)
  - Weriagar (Kemberano, Barau), Arandai [complejo dialectal]
  - Kokoda (Tarof, Kasuweri)
  - Kais (Kampong Baru), Puragi, Kaburi.
- Rama inanwatana: Duriankere, Suabo (Inanwatano)
- Rama konda-yahadi: Konda, Yahadi

## Comparación léxica
Los numerales en diferentes lenguas de Doberai meridional son:
| GLOSA | Inanwata        | Konda-Yahadi | Doberai M. (propio) | Doberai M. (propio) | Doberai M. (propio) | Doberai M. (propio) | PROTO- DOBERAI- MERID. |
| GLOSA | Suabo           | Konda        | Kokoda              | Kemberano           | Kais                | Puragi              | PROTO- DOBERAI- MERID. |
| ----- | --------------- | ------------ | ------------------- | ------------------- | ------------------- | ------------------- | ---------------------- |
| '1'   | múteɾo/ naguáɾe | mutu         | onasia              | ɑ'nɑte              | onɑ'te              | moʔonɑtɑ            | *onate                 |
| '2'   | éɾi-wo          | iɾe'ge       | ogia                | o'ɡejo              | u'ge                | oge                 | *oge                   |
| '3'   | éɾi-naguáɾe     | odɾioɾge     | aɾia                | ɑɾoe                | ugɔ'sonɑ            | ɑɾuβɛ               | *aɾuwe                 |
| '4'   | éɾi-eridáɾe     | ɑdeŋgo'se    | hidasa              | i'dɑte              | kɑi'siɸɑ            | oge oge             | *idate                 |
| '5'   | néwo-gáago      | deɾebuye'ri  | yoboɾaɾaɡaneɾa      | rɑ'de               | rembi'kɑⁱsine       | neɸɑuɾɑⁱtɑ          | *nreβo-                |
| '6'   | 5+1             | 5+1          | 5+1                 | gend'io             | 5+1                 | 5+1                 | *5+1                   |
| '7'   | 5+2             | 5+2          | 5+2                 | ɑɾɑtɑ'te            | 5+2                 | 5+2                 | *5+2                   |
| '8'   | 5+3             | 5+3          | 5+3                 | wotɑ'te             | 5+3                 | 5+3                 | *5+3                   |
| '9'   | 5+4             | 5+4          | 5+4                 | tɑpu'te             | 5+4                 | 5+4                 | *5+4                   |
| '10'  | néwo-wa sugéri  | deɾebɾe'ɡe   | tobusia             | toβu'te             | rembɔtete           | neβoɾu              | *nreβote               |